# Саллі Ренд
Гелен Гоулд Бек, відома як Саллі Ренд (англ. Sally Rand; (3 квітня 1904 , Elkton, Міссурі  — 31 серпня 1979 , Глендора, Каліфорнія ) — американська танцюристка, артистка бурлеску, ведетта й акторка. Найбільше запам'яталась виконанням танців з віялами (до 213 см у діаметрі) і з бульбашками (до 152 см) при зрості 155 см.(3 квітня 1904 , Elkton, Міссурі  — 31 серпня 1979 , Глендора, Каліфорнія ) Часто виступала під псевдонімом Біллі Бек.

## Біографія
Гелен Гоулд Бек народилася 3 квітня 1904 року у містечку Еклтон (штат Міссурі, США), хоча деякі джерела стверджують, у Нью-Йорку. Батько — Вільям Бек, випускник Військової академії, полковник у відставці. Мати — Нетті Бек, шкільна вчителька, деякий час працювала газетною кореспонденткою.
З 13 років Гелен почала грати ролі другого плану в театрах Канзас-Сіті. Закінчила коледж «Колумбія», паралельно відвідуючи курси балету і драматичного мистецтва, після чого вирішила поїхати до Голлівуду. Невдовзі після прибуття була прийнята акробаткою до Цирку братів Рінглінг.
З 1925 року почала зніматися в кіно у режисера Сесіля Блаунта Де Мілля, котрий дав їй псевдонім Саллі Ренд.
Активно знімалася протягом трьох років, з явившись за той час у 24 фільмах, але з появою звукового кіно значно знизила свою кінематографічну активність, переключившись на еротичні танці. Одним найпомітніших її виступів стало стрип-шоу на Всесвітній виставці в Чикаго 1933 року. Енциклопедія «Чикаго» писала про це так: «Ренд — талановита акторка, з гарним почуттям гумору, вкладала у свій номер більше сенсу, ніж готовий був сприйняти середній глядач — це виступ створювався як пародія на заможних дам з вищого світу Чикаго, що витрачають величезні суми на сукні в той час, коли більшості американців в умовах Великої депресії не вистачало грошей навіть на звичайний одяг». Якось під час проведення виставки Ренд була заарештована чотири рази за один день: за «непристойні танці з віялами»; за те, гола їхала на білому коні вулицями Чикаго (насправді артистка була одягнена, але її одяг створював ілюзію оголеності; номер називався «Леді Годіва»); за те, що постала перед публікою голою, хоча й густо розписаною Максом Фактором. Більшість еротичних виступів Ренд проходили під звуки Clair de lune Бергамської сюїти.
У 1939 і 1940 роках Ренд виконувала головну роль у постановці «Оголене ранчо Саллі Ренд» на Міжнародній виставці «Золота брама» в Сан-Франциско: тут на ній і учасницях її трупи були лише кобури і поліцейські значки.
У 1946 році Ренд була заарештована в Сан-Франциско за виступ у непристойному вигляді (оголеною) в клубі «Савой». Невдовзі вона була відпущена під підписку про невиїзд під час розгляду справи, і суддя вказав, що на той час вона не може бути повторно заарештована за таке ж правопорушення. Попри це, через кілька ночей її знову заарештували в том ж клубі за тим же звинуваченням, хоча цього разу на ній була довга спідня білизна і велика стрічка з написом «Цензура ПДСФ» (Censored S.F.P.D.). Суддя Деніел Р. Шумейкер зняв з Ренд всі звинувачення, заявивши: «будь-хто, хто бачить щось непристойне в її танці, має збочене уявлення про мораль».
На початку 1950-х Ренд вирушила в турне Середнім Заходом у складі трупи з 17 артистів. Вони давали вистави на місцевих ярмарках і в маленьких театрах. Ренд продовжувала давати свої вистави з віялами до початку 1970-х, коли їй вже було під 70 років. У 1972 році вона взяла участь у «ностальгійному ревю» «Велике шоу 1928 — го року», що успішно пройшло на багатьох великих майданах США, включаючи Медісон-сквер-гарден у Нью-Йорку. Підбиваючи підсумок своєї 40-річної кар'єри, Ренд сказала: «Я не була без роботи з того дня. як зняла штани» (I haven't been out of work since the day I took my pants off).
Саллі Ренд померла 30 серпня (деякі джерела заявляють, 31 серпня) 1979 року у пресвітеріанській лікарні «Футгілл» у місті Глендора (штат Каліфорнію) від серцевої недостатності. Прийомний син артистки Шон повідомив, на момент смерті Ренд була винна різним людям і організаціям досить велику суму грошей, але у справу втрутився її товариш, співак Семмі Девіс, котрий покрив її борги на суму 10 000 доларів (бл. 38 500 доларів у цінах 2019 року). Похована на цвинтарі Окленд Меморіал Гарденс.

### Особисте життя
Саллі Ренд була одружена і розлучена чотири рази:
1. Кларенс Аарон «Тод» Роббінс (1888—1949), дати заключення шлюбу і розлучення невідомі (до 1942 року). Єдиний з її чоловіків, хто мав стосунок до кінематографу: він був маловідомим сценаристом, активним у 1925—1932 роках.[20]
2. Тьоркел Гріно, у шлюбі з 6 січня 1942 по 30 червня 1945 року.
3. Гаррі Фінкельштейн, у шлюбі з 1949 по 1950 роки.
4. Фред Лалла, у шлюбі з 12 серпня 1954 по 16 серпня 1960 року.

Дітей Ренд не мала, але всиновила дитину на ім'я Шон (нар.. 1947 або 1948). Невідомі ані точні дати його життя, ані коли і де артистка його усиновила. Відомо лише, що на момент смерті Ренд був одружений і мав двох дітей.

## Вибрана фільмографія
- 1925 — Кравчиня з Парижу[en] / The Dressmaker from Paris — манекен (в титрах не указана)
- 1925 — Моделі П'ятої авеню[en] / Fifth Avenue Models — манекен / танцівниця (в титрах не указана)
- 1925 —  Дорога у вчорашній день[en] / The Road to Yesterday — епізод (у титрах не вказана)
- 1925 — Хоробре серце / Braveheart — Саллі Вернон
- 1926 — Жиголо[en] / Gigolo — туристка в Парижі
- 1927 — Ніч кохання / The Night of Love — циганка-танцівниця
- 1927 — Цар царів / The King of Kings —рабиня  Марії Магдалини (у титрах не вказана)
- 1927 — Орел, що бореться[en] / The Fighting Eagle — фройляйн Герц
- 1928 — Жінка проти світу[en] / A Woman Against the World — Мейзі Белл
- 1928 — Дівчина в кожному порту / A Girl in Every Port — дівчина в порту Бомбея
- 1932 — Хресне знамення / The Sign of the Cross — дічина, яку з'їв крокодил (у титрах не вказана)
- 1934 — Болеро[en] / Bolero — Аннетт, танцівниця з віялами
- 1936 — Велике шоу[en] / The Big Show — артистка на ярмарці

У ролі самої себе
- 1952 — Яка моя лінія?[en] / What's My Line? — таємнича гостя (у випуску Sally Rand)
- 1957 — Сказати правду[en] / To Tell the Truth (у випуску від 12 березня)
- 1963, 1967 — Вечірнє шоу Джонні Карсона[en] / The Tonight Show Starring Johnny Carson (у 2-х випусках)

- 1927 — одна з 13 фіналісток конкурсу WAMPAS Baby Stars
- після 1990 — включена до Зали слави бурлеску (посмертно)[9]
- у м. Сент-Джозеф (Міссурі) існує приватний музей Саллі Ренд[5]

## У популярній культурі
- У 1941 році на екрані вийшов мультфільм «Голівуд відпочиває», у котрім присутня стриптизерка з кулею на ім'я Салі Стренд.
- У 1979 році світ побачила повість Тома Вулфа «Хлопці що треба». У ній Саллі Ренд виконує свої відомі танці з віялами для перших американських астронавтів та інших знаменитостей на барбекю в Космічному центрі Х'юстона.
- В екранізації 1983 року роль Ренд виконала маловідома акторка Пеггі Девіс.[21]